# Campeonato Alagoano
Het Campeonato Alagoano is het staatskampioenschap voetbal van de Braziliaanse staat Alagoas. Het kampioenschap wordt sinds 1927 gehouden. Alleen in 1931, 1932 en 1934 werd er niet afgetrapt. In 1943 werd het kampioenschap nooit uitgespeeld. Door haar elfde plaats op de CBF-ranking (één plaats beter dan in 2017), mag Alagoas twee teams afvaardigen naar de nationale Campeonato Brasileiro Série D, tot 2015 was dat nog maar één team. De statelijke bond FAF bepaalt welke teams dit zijn. Over het algemeen is het de beste club die niet al in een hogere divisie uitkomt.
Als een van de kleinere kampioenschappen kreeg het kampioenschap nooit veel aandacht van grote media. Voor 2008 is echter een televisiecontract afgesloten met een dochteronderneming van Rede Record, in de hoop het voetbal in Alagoas een stimulans te geven.
Zoals elk staatskampioenschap in Brazilië, heeft ook het kampioenschap van Alagoas door de jaren heen veel verschillende opzetten gehad.

## Nationaal niveau
Reeds bij de invoering van de eerste nationale competitie, de Taça Brasil in 1959, had Alagoas een vertegenwoordiger. Met zes deelnames op tien was CSA hier de succesvolste club. Bij het rivaliserende kampioenschap, Torneio Roberto Gomes Pedrosa (1967-1970), werden de clubs van Alagoas te licht bevonden en mochten niet deelnemen. Bij de start van de Série A waren de clubs er ook niet bij, maar van 1972 tot 1986 mochten alle staten ten minste één deelnemer leveren. Met twaalf deelnames was CSA ook hier het meest succesvol en de club speelde ook in 1987 nog in de Série A toen niet alle staten nog een ploeg mochten leveren. CRB speelde ook negen keer in de Série A en ASA één keer in 1979. Geen van de clubs kon echter een rol van betekenis spelen. CSA promoveerde in 2018 voor de derde keer op rij waardoor er na 32 jaar opnieuw een club uit Alagoas in de Série A vertegenwoordigd is. De club kon het behoud wel niet verzekeren.
In de Série B zijn de clubs iets succesvoller. CRB is met 25 seizoenen na Ceará de club met het meest aantal seizoenen in de Série B. Nadat de staten geen automatische plaats meer kregen kon CSA enkel in 2000 nog in de Série B spelen en ASA van 2010 tot 2013. Verder speelden ook Capelense en São Domingos één seizoen in de Série B. In 2017 promoveerde CSA terug naar de Série B en werd daar meteen vicekampioen.
Verschillende clubs speelden in de Série C, CSA en ASA de meeste seizoenen. Na de invoering van de Série D, werd het opzet van de Série C nu dat van de Série D waardoor de staat elk jaar twee deelnemers mag afleveren. Enkel ASA en CRB speelden hierna nog in de Série C. In 2016 werd CSA vicekampioen in de Série D en kon zo ook de promotie afdwingen.

## Winnaars
- 1927: CRB
- 1928: CSA
- 1929: CSA
- 1930: CRB
- 1931: niet gespeeld
- 1932: niet gespeeld
- 1933: CSA
- 1934: niet gespeeld
- 1935: CSA
- 1936: CSA
- 1937: CRB
- 1938: CRB
- 1939: CRB
- 1940: CRB
- 1941: CSA
- 1942: CSA
- 1943: niet gespeeld
- 1944: CSA
- 1945: Santa Cruz
- 1946: Barroso
- 1947: Alexandria
- 1948: Santa Cruz
- 1949: CSA
- 1950: CRB
- 1951: CRB
- 1952: CSA
- 1953: ASA
- 1954: Ferroviário
- 1955: CSA
- 1956: CSA
- 1957: CSA
- 1958: CSA
- 1959: Capelense
- 1960: CSA
- 1961: CRB
- 1962: Capelense
- 1963: CSA
- 1964: CRB
- 1965: CSA
- 1966: CSA
- 1967: CSA
- 1968: CSA
- 1969: CRB
- 1970: CRB
- 1971: CSA
- 1972: CRB
- 1973: CRB
- 1974: CSA
- 1975: CSA
- 1976: CRB
- 1977: CRB
- 1978: CRB
- 1979: CRB
- 1980: CSA
- 1981: CSA
- 1982: CSA
- 1983: CRB
- 1984: CSA
- 1985: CSA
- 1986: CRB
- 1987: CRB
- 1988: CSA
- 1989: Capelense
- 1990: CSA
- 1991: CSA
- 1992: CRB
- 1993: CRB
- 1994: CSA
- 1995: CRB
- 1996: CSA
- 1997: CSA
- 1998: CSA
- 1999: CSA
- 2000: ASA
- 2001: ASA
- 2002: CRB
- 2003: ASA
- 2004: Corinthians
- 2005: ASA
- 2006: Coruripe
- 2007: Coruripe
- 2008: CSA
- 2009: ASA
- 2010: Murici
- 2011: ASA
- 2012: CRB
- 2013: CRB
- 2014: Coruripe
- 2015: CRB
- 2016: CRB
- 2017: CRB
- 2018: CSA
- 2019: CSA
- 2020: CRB
- 2021: CSA
- 2022: CRB
- 2023: CRB
- 2024: CRB

### Titels per club
| Club                 | Stad      | Titels | Seizoenen |
| -------------------- | --------- | ------ | --- |
| CSA                  | Maceió    | 40     | (1928, 1929, 1933, 1935, 1936, 1941, 1942, 1944, 1949, 1952, 1955, 1956, 1957, 1958, 1960, 1963, 1965, 1966, 1967, 1968, 1971, 1974, 1975, 1980, 1981, 1982, 1984, 1985, 1988, 1990, 1991, 1994, 1996, 1997, 1998, 1999, 2008, 2018, 2019, 2021) |
| CRB                  | Maceió    | 34     | (1927, 1930, 1937, 1938, 1939, 1940, 1950, 1951, 1961, 1964, 1969, 1970, 1972, 1973, 1976, 1977, 1978, 1979, 1983, 1986, 1987, 1992, 1993, 1995, 2002, 2012, 2013, 2015, 2016, 2017, 2020, 2022, 2023, 2024)                                     |
| ASA                  | Arapiraca | 7      | (1953, 2000, 2001, 2003, 2005, 2009, 2011) |
| Coruripe             | Coruripe  | 3      | 2006, 2007, 2014 |
| Capelense            | Capela    | 3      | 1959, 1962, 1989 |
| Santa Cruz           | Maceió    | 2      | 1945, 1948 |
| Ferroviário          | Maceió    | 1      | 1954 |
| Corinthians Alagoano | Maceió    | 1      | 2004 |
| Barroso              | Maceió    | 1      | 1946 |
| Murici               | Murici    | 1      | 2010 |
| Alexandria           | Maceió    | 1      | 1947 |

## Eeuwige ranglijst
Vetgedrukt de clubs die in 2025 in de hoogste klasse spelen. In 1934 en 1943 werd de competitie niet voltooid, de seizoenen worden wel meegeteld hier.
| Club                 | Stad                   | /97 | Periode (1927-1930, 1933-2025)                                                       |
| -------------------- | ---------------------- | --- | ------------------------------------------------------------------------------------ |
| CSA                  | Maceió                 | 94  | 1927-1930, 1933-2003, 2006-2009, 2011-                                               |
| CRB                  | Maceió                 | 94  | 1927-1928, 1930, 1934, 1936-                                                         |
| ASA                  | Arapiraca              | 61  | 1964-1976, 1978-                                                                     |
| CSE                  | Palmeira dos Índios    | 54  | 1966-1996, 1998-1999, 2003-2007, 2009-2018, 2020-                                    |
| Penedense            | Penedo                 | 39  | 1962-1964, 1966-1971, 1973-1990, 2001-2002, 2005-2008, 2010, 2012, 2014, 2016, 2024- |
| Ferroviário          | Maceió                 | 36  | 1951-1960, 1962-1963, 1966-1989                                                      |
| Murici               | Murici                 | 27  | 1999-                                                                                |
| Barroso              | Maceió                 | 23  | 1927-1930, 1933-1951                                                                 |
| Capelense            | Capela                 | 23  | 1959-1968, 1979-1990, 2009                                                           |
| São Domingos         | Maceió                 | 22  | 1970-1974, 1976-1989, 1997-1998, 2000                                                |
| Coruripe             | Coruripe               | 20  | 2004-2012, 2014-2021, 2023-                                                          |
| Corinthians Alagoano | Maceió                 | 16  | 1998-2013                                                                            |
| Comercial            | Viçosa                 | 16  | 1987-2000, 2013-2014                                                                 |
| Guarany              | Maceió                 | 14  | 1963, 1965-1977                                                                      |
| Capela               | Capela                 | 13  | 1992-2004                                                                            |
| Cruzeiro             | Arapiraca              | 13  | 1987-1996, 2022-2024                                                                 |
| Ipanema              | Santana do Ipanema     | 12  | 1990, 1992-1994, 2006-2011, 2015-2016                                                |
| Santa Cruz de Maceió | Maceió                 | 11  | 1937-1946, 1948                                                                      |
| Vasco da Gama        | Maceió                 | 11  | 1929-1930, 1933-1941                                                                 |
| CEO                  | Olho d'Água das Flores | 9   | 2012-2015, 2017-2021                                                                 |
| Nordeste             | Maceió                 | 9   | 1933-1941                                                                            |
| Sete de Setembro     | Maceió                 | 9   | 1992-1993, 1995-1999, 2016-2017                                                      |
| Bom Jesus            | Matriz de Camaragibe   | 9   | 1991, 1994-1996, 2002-2006                                                           |
| Alexandria           | Maceió                 | 8   | 1937, 1945-1947, 1951-1954                                                           |
| Uruguai              | Maceió                 | 8   | 1927-1928, 1930, 1933-1967                                                           |
| Santa Rita           | Boca da Mata           | 8   | 2008, 2010-2011, 2014-2018                                                           |
| Comércio             | Maceió                 | 8   | 1943-1950                                                                            |
| Auto Esporte         | Maceió                 | 8   | 1951-1958                                                                            |
| Dínamo               | Maceió                 | 7   | 1972-1976, 1997-1998                                                                 |
| CS Miguelense        | São Miguel dos Campos  | 6   | 1996-2001                                                                            |
| Esporte              | Maceió                 | 5   | 1943-1947                                                                            |
| América              | Maceió                 | 5   | 1944-1946, 1948-1949                                                                 |
| Estivadores          | Maceió                 | 5   | 1961-1965                                                                            |
| Alto Camaragibe      | Matriz de Camaragibe   | 5   | 1960, 1962, 1964-1965, 1967                                                          |
| Canavieiro           | Capela                 | 5   | 1974-1978                                                                            |
| São Sebastião        | Porto Calvo            | 5   | 1978-1979, 1983, 1990-1991                                                           |
| Jacyobá              | Pão de Açúcar          | 5   | 1999, 2019-2022                                                                      |
| Igaci                | Igaci                  | 4   | 2007-2009, 2024-                                                                     |
| Santa Cruz de Penedo | Penedo                 | 4   | 1974-1976, 1993                                                                      |
| Zumbi                | União dos Palmares     | 4   | 1996-1999                                                                            |
| Vera Cruz            | Maceió                 | 3   | 1927-1929                                                                            |
| Militar              | Maceió                 | 3   | 1934-1936                                                                            |
| Olavo Bilac          | Maceió                 | 3   | 1943-1945                                                                            |
| Treze de Maio        | Maceió                 | 3   | 1950-1952                                                                            |
| Alagoas              | Maceió                 | 3   | 1954-1956                                                                            |
| Othon                | Maceió                 | 3   | 1955, 1962-1963                                                                      |
| Sport Atalaia        | Atalaia                | 3   | 2011-2013                                                                            |
| Desportiva Aliança   | Pilar                  | 3   | 2021-2023                                                                            |
| Dimensão Saúde '     | Maceió                 | 3   | 2005, 2018-2019                                                                      |
| Tiradentes           | Maceió                 | 2   | 1927-1928                                                                            |
| Ypiranga             | Maceió                 | 2   | 1928-1929                                                                            |
| Municipal            | Maceió                 | 2   | 1929-1930                                                                            |
| São Cristóvão        | Maceió                 | 2   | 1929-1930                                                                            |
| Ipiranga             | Maceió                 | 2   | 1943-1944                                                                            |
| Arsenal              | Maceió                 | 2   | 1955-1956                                                                            |
| União                | União dos Palmares     | 2   | 2010, 2013                                                                           |
| Ouricuri             | Atalaia                | 2   | 1959-1960                                                                            |
| Rio Branco           | Marechal Deodoro       | 2   | 1961-1962                                                                            |
| Internacional        | Pão de Açúcar          | 2   | 1991-1992                                                                            |
| Batalhense           | Batalha                | 2   | 1995-1996                                                                            |
| Flamengo             | Maceió                 | 1   | 1927                                                                                 |
| Floriano             | Maceió                 | 1   | 1928                                                                                 |
| Duque de Caxias      | Maceió                 | 1   | 1933                                                                                 |
| Andaraí              | Maceió                 | 1   | 1943                                                                                 |
| Oceano               | Maceió                 | 1   | 1943                                                                                 |
| Independente         | Maceió                 | 1   | 1950                                                                                 |
| Maguari              | Maceió                 | 1   | 1950                                                                                 |
| Atlético             | Maceió                 | 1   | 1951                                                                                 |
| Moto Clube           | Maceió                 | 1   | 1953                                                                                 |
| Comerciário          | Maceió                 | 1   | 1956                                                                                 |
| Tabuleiro            | Maceió                 | 1   | 1957                                                                                 |
| Kilowatti            | Maceió                 | 1   | 1962                                                                                 |
| FEC                  | Maceió                 | 1   | 1963                                                                                 |
| ADA                  | Rio Largo              | 1   | 1945                                                                                 |
| Miguelense FC        | São Miguel dos Campos  | 1   | 2017                                                                                 |
| Linense              | Novo Lino              | 1   | 1994                                                                                 |